# Efke
Efke — бренд фирмы Fotokemika d.d., хорватского производителя фотографических материалов, основанного в 1947 году. В августе 2012 года этот производитель прекратил производство материалов для фотографии и занимается лишь дистрибуцией медицинских товаров Agfa.

## История и описание
Владелец бренда, хорватская фирма Fotokemika d.d. была основана в 1947 году и первоначально располагалась в Загребе, но в дальнейшем переехала в Самобор. Под этим брендом производились фотографические плёнки, фотобумаги и фотографические реактивы. 30 августа 2012 года фирма прекратила самостоятельный выпуск плёнки. По состоянию на 2019 год фирма является официальным дистрибьютором фирмы Agfa, предлагая на хорватском рынке их медицинские рентгеновские плёнки.

## Продукция
Основой для производства линии фотоплёнок с чувствительностью 25, 50 и 100 ед. ISO стали формулы ADOX, которые впервые начали использоваться Фотокемикой в 1950-х годах. Отмечалось, что светочувствительность плёнок соблюдалась фабрикой весьма точно относительно заявленной, что облегчало новичкам-фотографам её использование. Фотоплёнки Efke отличались высоким содержанием серебра, что давало хорошую фотошироту и поливались в один слой, в то время как большинство производителей перешли на многослойные поливы.